# Blarer von Wartensee

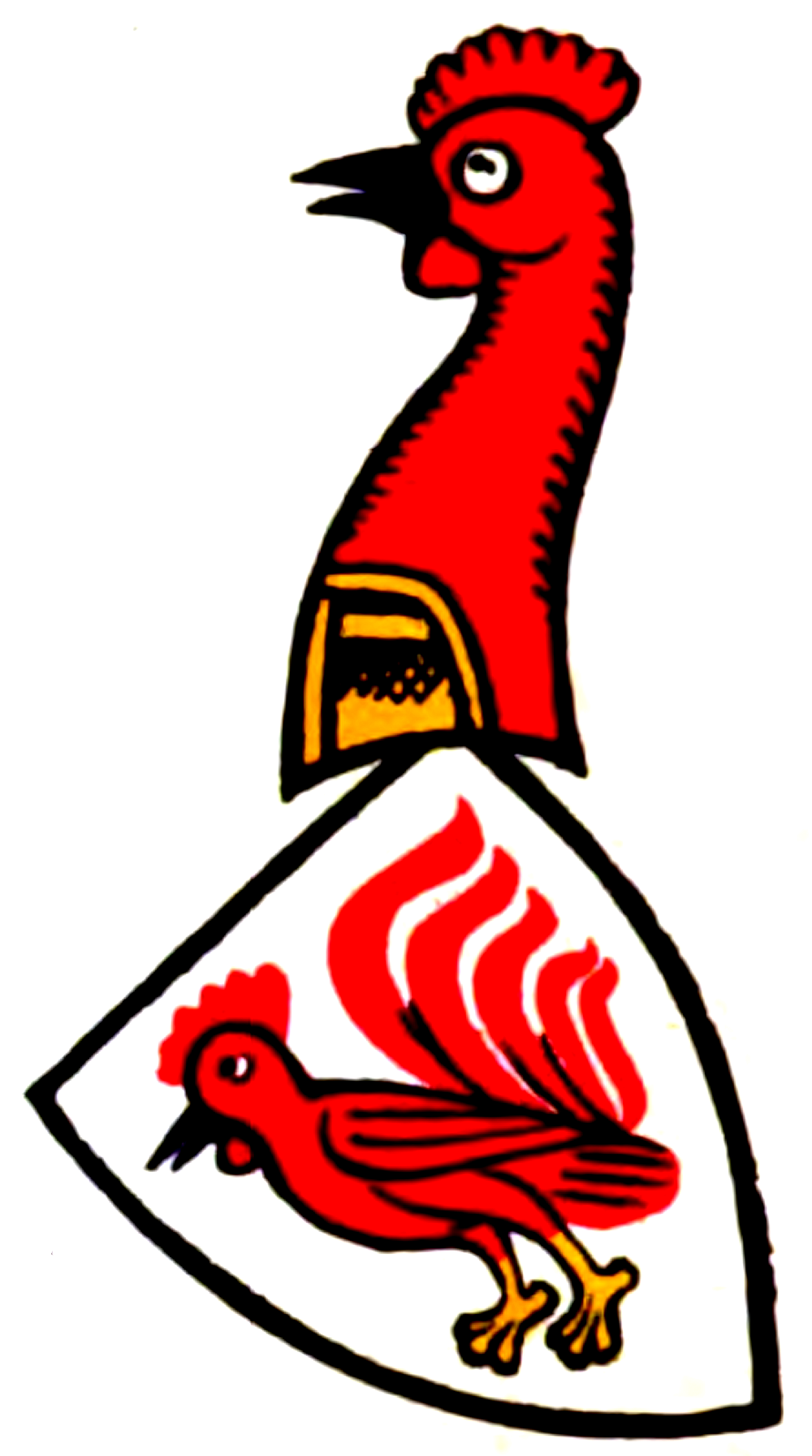
Stammwappen der Blarer, Zürcher Wappenrolle, ca. 1340

Blarer von Wartensee ist der Name eines Schweizer Uradelsgeschlechts, das auch in Schwaben Verbreitung fand. Mitglieder der Familie Blarer gehörten als Tuchhändler zu den Patriziern, die ursprünglich (14. Jahrhundert) in St. Gallen, später (15. Jh.) in Konstanz und im Basler Raum ansässig waren. Aus der Familie gingen mehrere Äbte und Bischöfe hervor.

## Geschichte
Die Blarer waren ursprünglich Bürger von St. Gallen und wurden dort erstmals 1223 mit Ulrich Blarer erwähnt. In den Jahren von 1228 bis 1330 befand sich der gesamte Stamm in St. Gallen, wo sich ein Zweig um das von Ulrich 1228 mitgestiftete Heiliggeistspital scharte, während der andere seinen Dienst am Hof des Abts versah. Die sichere Stammreihe beginnt mit Walter Blarer (urkundlich 1282, 1299 tot), Bürger und Stadtamtmann zu St. Gallen. Von 1330 an verlagerte sich das Tätigkeitsgebiet der Familie nach Konstanz, wo sie mit Leinwandhandel zu Reichtum gelangte. Politisch unterstrichen Ratsherren und Bürgermeister aus der Familie diese wirtschaftliche Bedeutung. Einige Mitglieder des Konstanzer Zweigs nannten sich nach ihren Stammsitzen Liebburg, Güttingen und Girsberg. Die Reformation spaltete die Familie in Konstanz in einen katholischen Zweig, der bald ausstarb, und einen protestantischen, dessen bekanntester Vertreter der Reformator Ambrosius war. Dieser Zweig erlosch am 20. Januar 1865 mit dem Major Philipp.

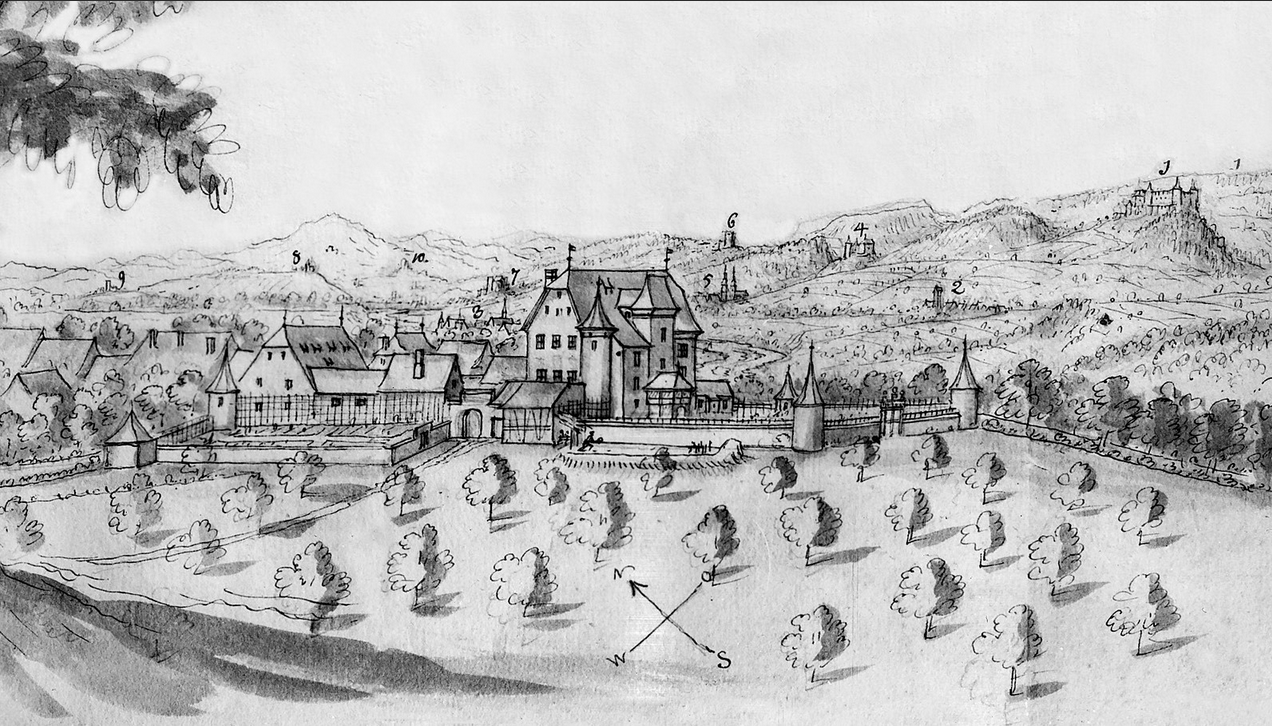
Das Blarerschloss in Aesch, Federzeichnung von Emanuel Büchel, 1754

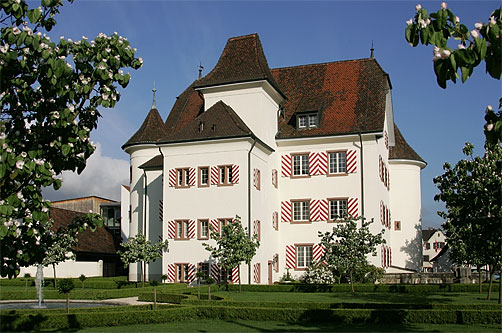
Das Schloss Aesch wurde zum Stammsitz der Blarer von Wartensee.

Die Brüder Walter und Diethelm Blarer heirateten die Schwestern Clara und Elsbeth von Wartensee, Töchter des Burgherrn Conrad von Wartensee auf Wartensee. Mit Conrad starb das Geschlecht der Wartensee aus, wodurch seit 1363 der Name und die Burg Wartensee bei Rorschach auf diese Linie der Blarer überging. Walters Söhne Wilhelm und Erhart führten den Zweig weiter, der in der Folge in den Landadel übertritt. Im 15. Jahrhundert teilte sich dieser in die ältere Linie der Blarer von Wartensee und die jüngere Linie der Blarer von Wartensee-Kempten-Goldberg. Aus letzterer wurde Michael Ferdinand vom Blarer Edler Frei- und Pannerherr von Wartensee, kurbayerischer Kämmerer und Hofrath am 19. Januar 1636 in Wien mit Wappenbesserung in den Reichsfreiherrnstand erhoben. Auch die Blarer von Wartensee spalteten sich während der Reformation in einen protestantischen und einen katholischen Ast (Diethelm). Der protestantische Zweig starb 1868 mit Hans in Zürich aus. Eine Verlagerung des Zweigs von Wartensee ins Fürstbistum Basel fand mit der Wahl von Jakob Christoph zum Basler Fürstbischof statt. Er holte seinen Bruder Wolfgang Dietrich nach Pfeffingen, wo dieser 1583 Obervogt wurde. Dieses Amt, dem 1775 auch die Obervogtei Zwingen zugeordnet wurde, blieb bis zum Untergang des Fürstbistums in der Hand der Familie. 1607 errichtete Wilhelm, Domkustos von Basel und Propst von Saint-Ursanne, ein Fideikommiss, welches das Schloss Aesch mit dazugehörigen Besitzungen umfasste und zum Stammsitz der Familie machte. Die Blarer von Wartensee verbanden sich vor allem mit den Adelsfamilien Ringg von Baldenstein, von Schauenburg, von Roggenbach, von Roll zu Bernau und von Rotberg. Schwere Schäden an Gebäuden und an der Bibliothek erlitt das Geschlecht im Dreissigjährigen Krieg. In der Revolutionszeit konnte aufgrund des St. Galler Bürgerrechts der Besitz der Familie gerettet werden.
Vom späten 15. bis zur Mitte des 17. Jahrhunderts erlebte die Familie ihre Hochblüte und dehnte ihren Machtbereich in nordwestlicher Richtung aus (Ellwangen, Fürstbistum Basel). Elf geistliche Würdenträger, unter anderem Johann Erhard und Johann Jakob lassen sich in dieser Zeit zählen. Danach erfuhr die Familie bis zum Ende des 18. Jahrhunderts einen Niedergang. Ihr Wirkungskreis verlagerte sich vollends ins Basler Fürstbistum und in den südwestdeutschen Raum. Im 19. Jahrhundert spielten die Brüder Jakob und Anton eine bedeutende Rolle bei den Trennungswirren und der Gründung des Kantons Basel-Landschaft.
Mit Ausnahme der Linie in Aesch sind die Blarer von Wartensee im 19. Jahrhundert ausgestorben.

## Wappen
Der Name der Familie Blarer steht als redendes Wappen in Verbindung mit einem „plärrenden“ (schreienden) Hahn.
- Das Stammwappen (nach der Züricher Wappenrolle) zeigt in Silber einen roten Hahn mit schwarzem Schnabel und goldenen Füßen. Auf dem Helm mit rot–silbernen Decken Kopf und Hals des Hahns.
- Späteres Wappen: In Silber der rote Hahn gold bewehrt mit goldenem Kreuz auf Kamm und Lappen. Auf dem Helm mit rot–silbernen Decken Kopf und Hals des ebenso bezeichneten Hahns.
- Das vermehrte Freiherrnwappen von 1636 ist geviert mit rotem Mittelschild, darin zwei von Schwarz und Gold geteilte, auswärts gedrehte Bärentatzen. Felder I. u. IV. der Hahn des Stammwappens in Silber, gold bewehrt und bekreuzt. II. u. III. geteilt, oben in Gold wachsend ein roter Löwe einwärts, unten von Schwarz und Gold dreimal geteilt (Wartensee). Zwei gekrönte Helme: I. der Stammhelm, II. zwei auswärts gekehrte, von Schwarz und Gold geteilte, gold bewehrte Bärentatzen (Wartensee). Decken rechts rot−silbern, links schwarz–golden.[3]

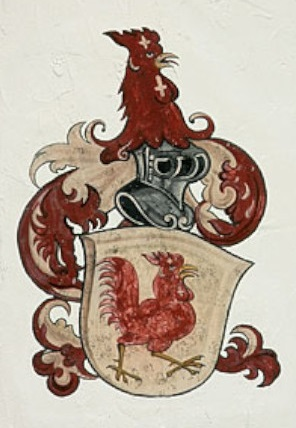
Wappen der Blarer von Wartensee
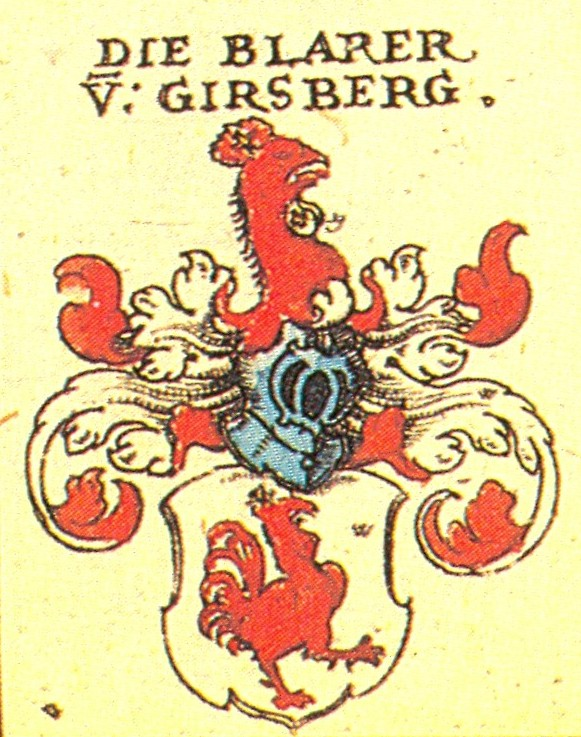
Wappen der Blarer von Girsberg
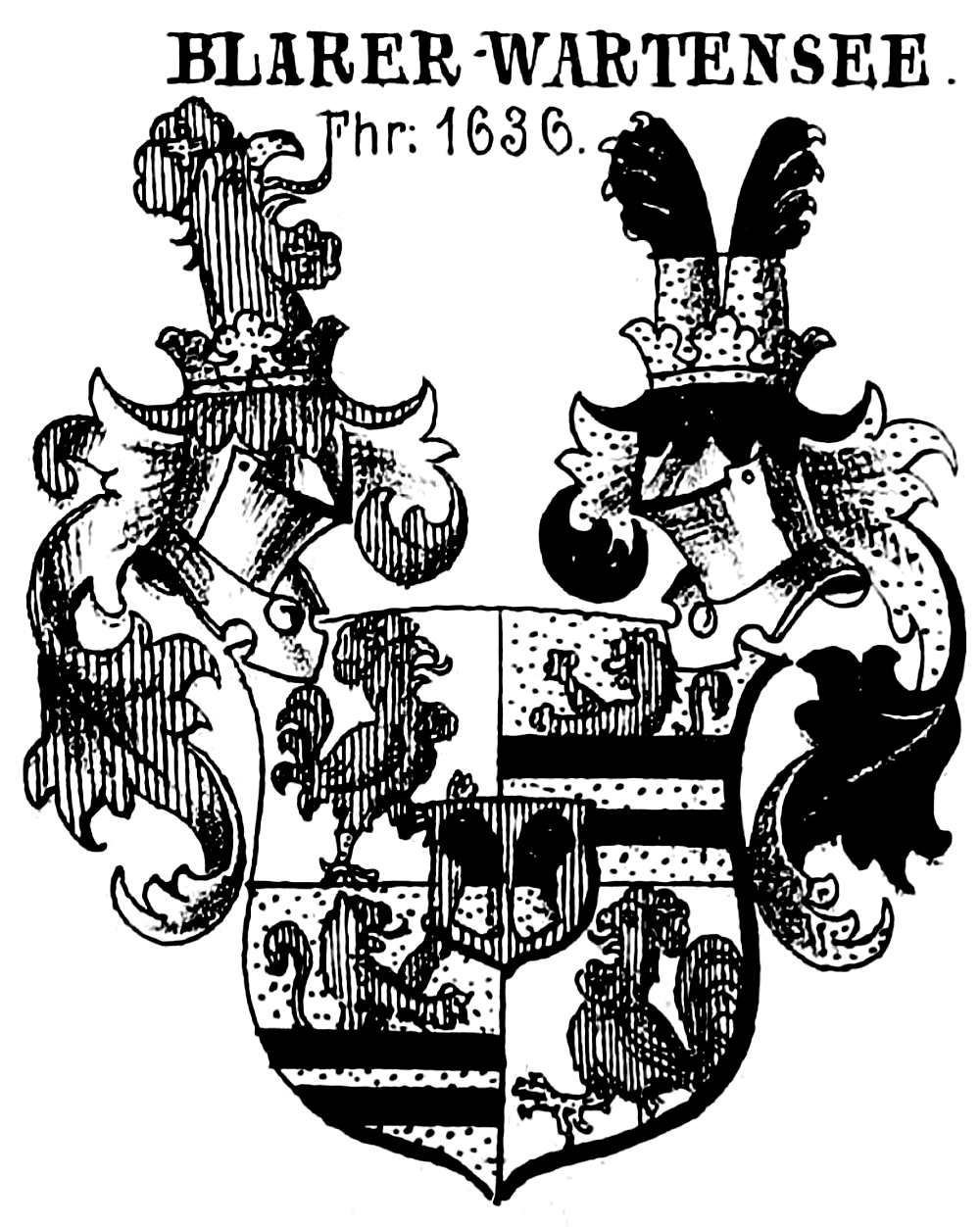
Wappen der Freiherren Blarer von Wartensee in Siebmachers Wappenbüchern

## Familienangehörige
- Albrecht Blarer (* 13..; † 1441) auf der Küssaburg. 1407 bis 1410 rechtmäßig gewählter Bischof von Konstanz
- Ambrosius Blarer (auch Blaurer; 1492–1564), Theologe, Kirchenliederdichter und Reformator
- Anton von Blarer (1798–1864), Schweizer Politiker und Anwalt
- Diethelm Blarer von Wartensee (1503–1564), Fürstabt von St. Gallen
- Eglolf Blarer († 1442), Fürstabt von St. Gallen
- Elisabeth Blarer von Wartensee (1644–1741), Oberin des Kapuzinerinnenklosters in Rorschach
- Gerwig Blarer (auch Blaurer; 1495–1567), Abt von Weingarten
- Heinrich Blarer (* um 1420–1476), Handelsherr und Patrizier
- Jakob Christoph Blarer von Wartensee (1542–1608), Fürstbischof von Basel
- Johann Jakob Blarer von Wartensee (* um 1575–1654), Fürstpropst von Ellwangen
- Johann Erhard Blarer von Wartensee (1554–1594), Fürstabt im Fürststift Kempten
- Karl von Blarer (1885–1978), Schweizer Politiker (CVP)
- Lia von Blarer (* 1992), Schweizer Schauspielerin
- Ludwig Blarer († 1544), Abt von Einsiedeln
- Margarete Blarer (1494–1541), Konstanzer Patrizierin
- Maria Anna Gabriele von Blarer (1764–1839), Frau von Jakob Christoph von Blarer
- Thomas Blarer (auch Blaurer; 1499–1567), Jurist und Kirchenliederdichter
- Wolfgang Dietrich Blarer von Wartensee († 1595), Obervogt und Stammvater der Blarer von Wartensee zu Aesch

Heinrich Blarer, Konstanzer Handelsherr und Patrizier
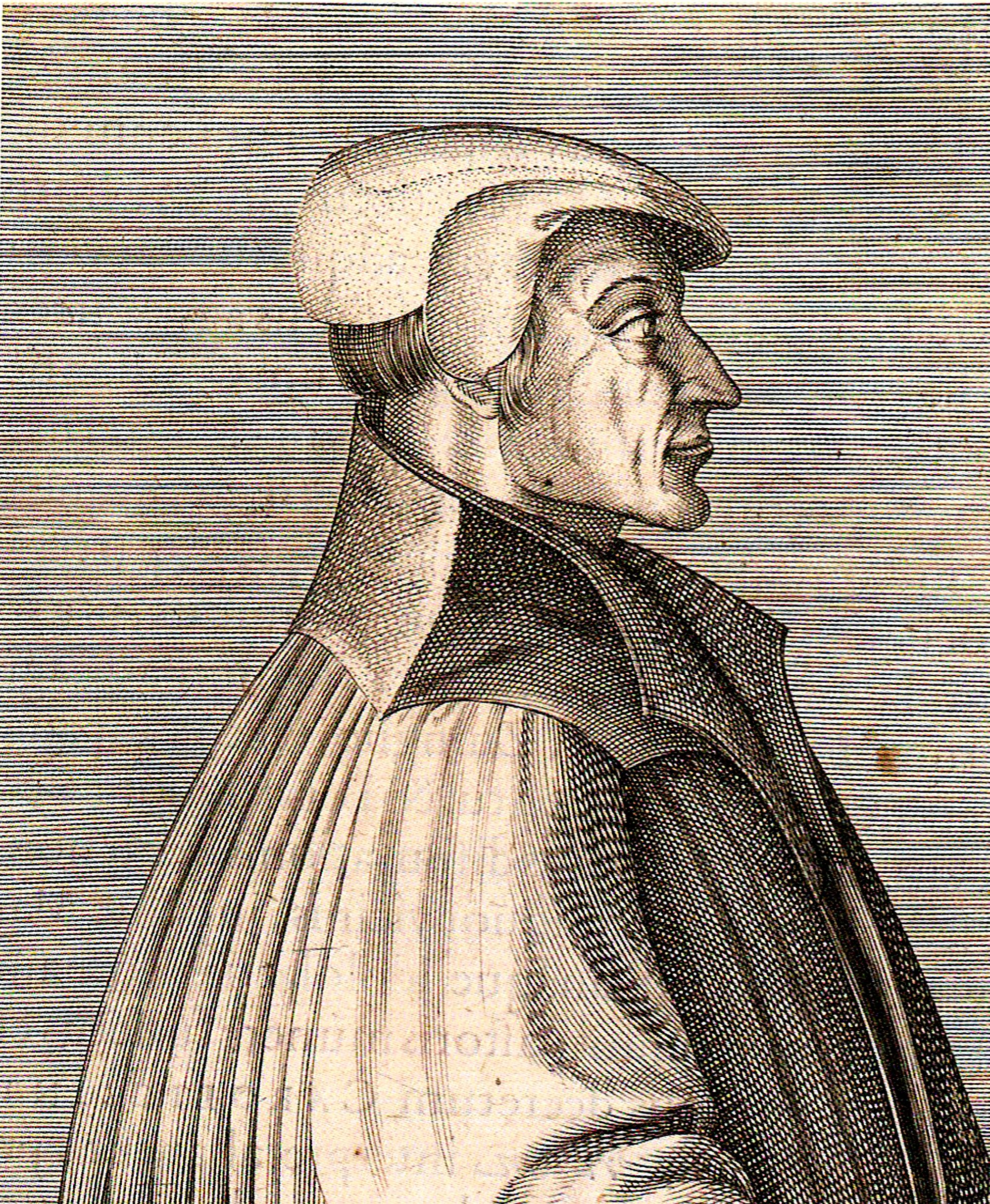
Ambrosius Blarer, Theologe und Reformator
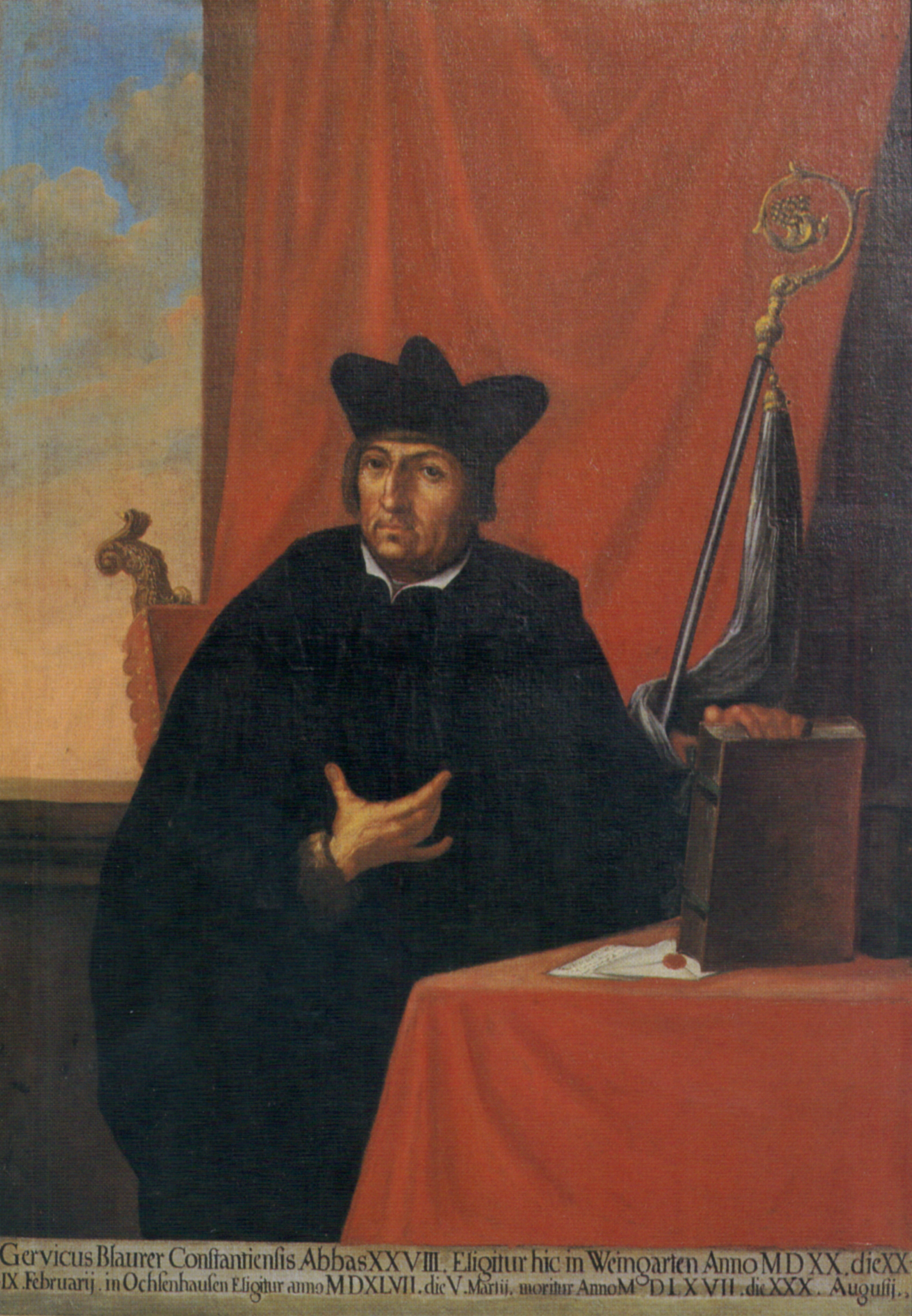
Gerwig Blarer (von Giersberg), Abt der Reichsabteien Weingarten und Ochsenhausen
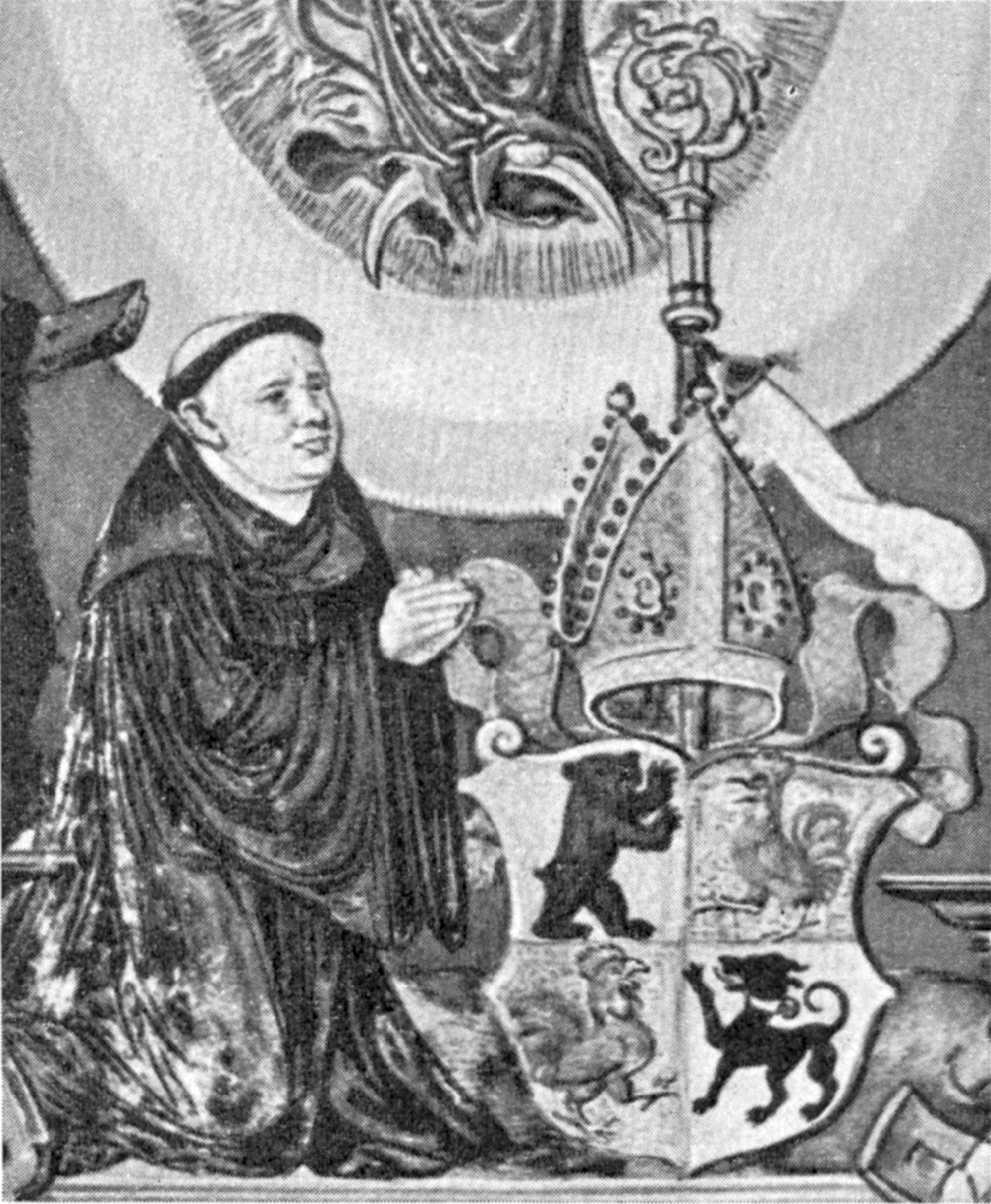
Wappen des Abtes des Klosters St. Gallen, Diethelm Blarer von Wartensee
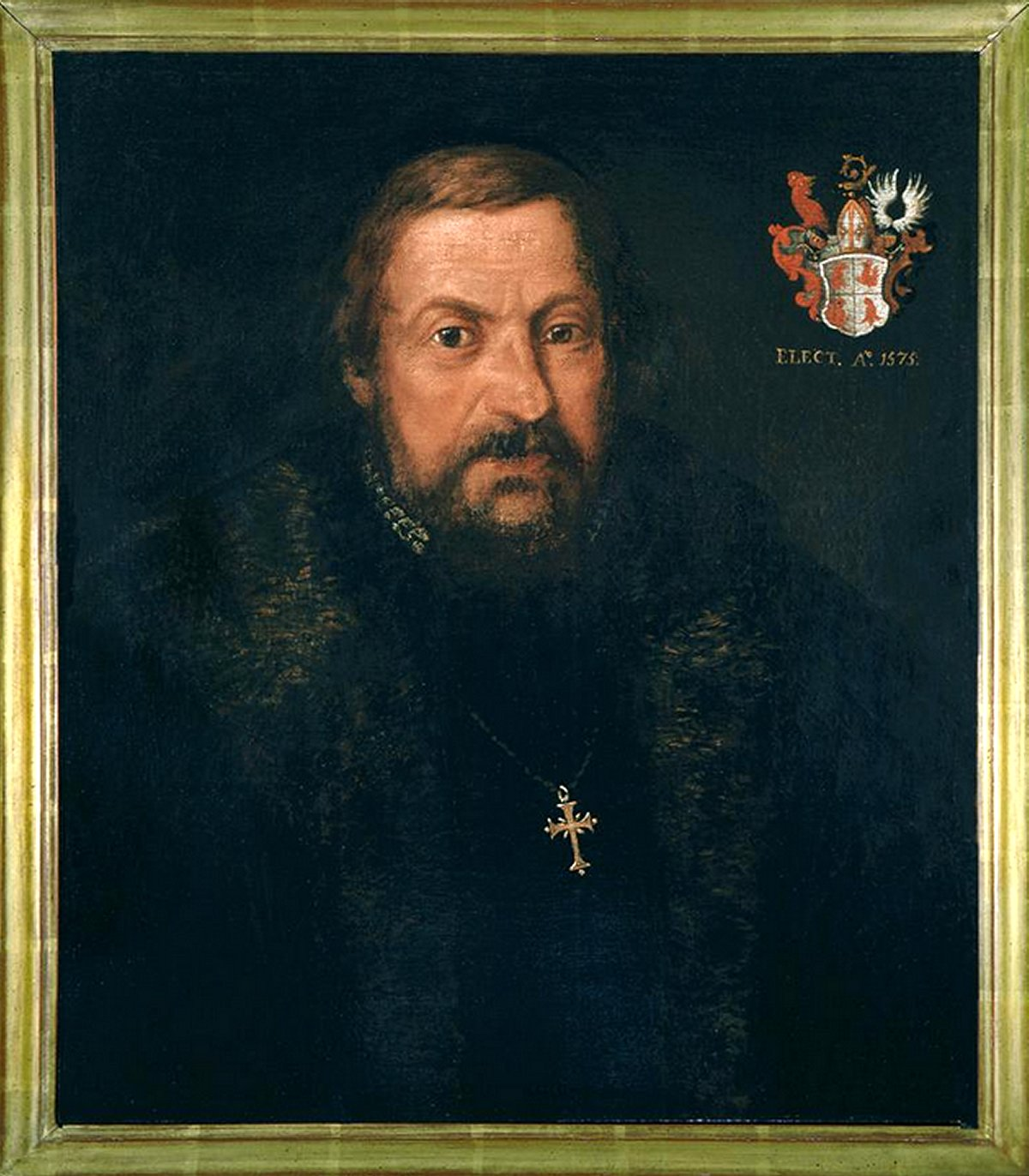
Jakob Christoph Blarer, Bischof von Basel